# Астола (острів)
Острів Астола, також відомий як Jezira Haft Talar (белуджи: زروان ء هفت تلار) Satadip або «Острів семи пагорбів» — невеликий безлюдний пакистанський острів в Аравійському морі приблизно 25 км на південь від найближчої частини узбережжя та 39 км південний схід від рибальського порту Пасні. Астола — найбільший в Пакистані прибережний острів приблизно з 6,7 км завдовжки з максимальною шириною 2,3 км і площею приблизно 6,7 км кв. Найвища точка — 75 м над рівнем моря. В адміністративному відношенні острів є частиною підрайону району Гвадар у провінції Белугістан. До острова можна дістатися на моторних катерах із Пасні, час подорожі — близько 5 годин.

## Історія
Найдавніша згадка про Астолу — в розповіді Арріана про адмірала Неарха, який був відправлений Александром Македонським для вивчення узбережжя Аравійського моря та Перської затоки в 325 р. до н. е. Моряки флоту Неарха були "налякані дивними казками, розказаними про незаселений острів, який Арріан називає Носалою".. Аррінан його називав також Карміна, Карміне .
Римський історик Пліній називав його остовом Сонця, де всі тварини вмирають з невідомих причин.

## Галерея

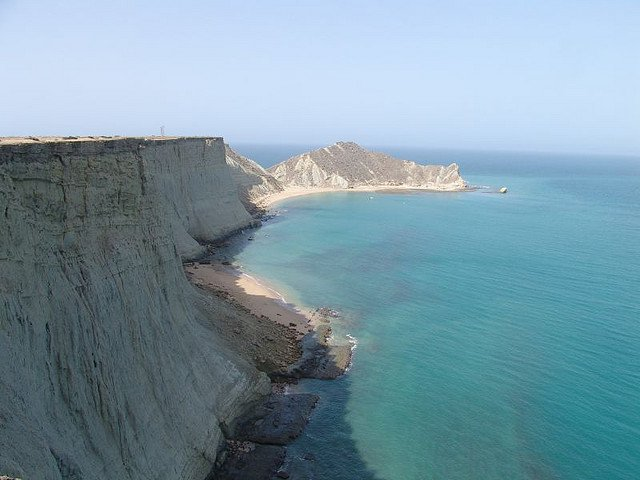
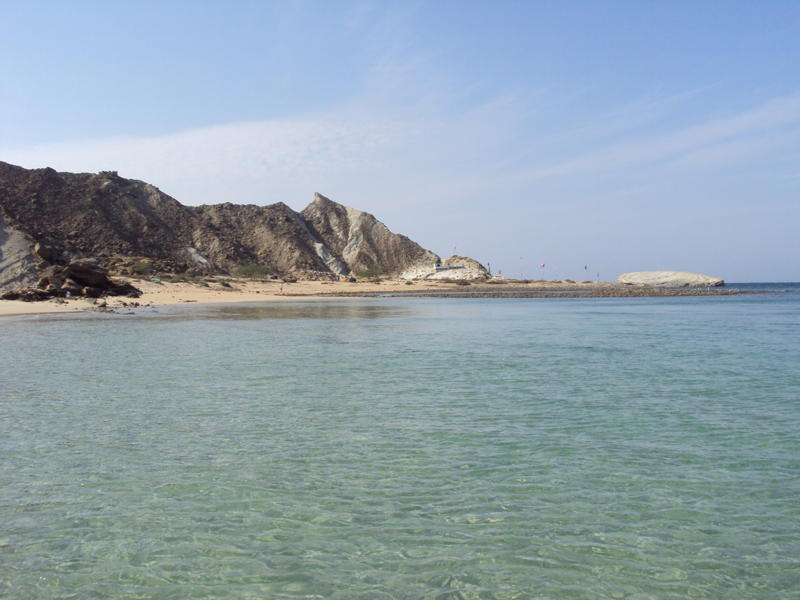
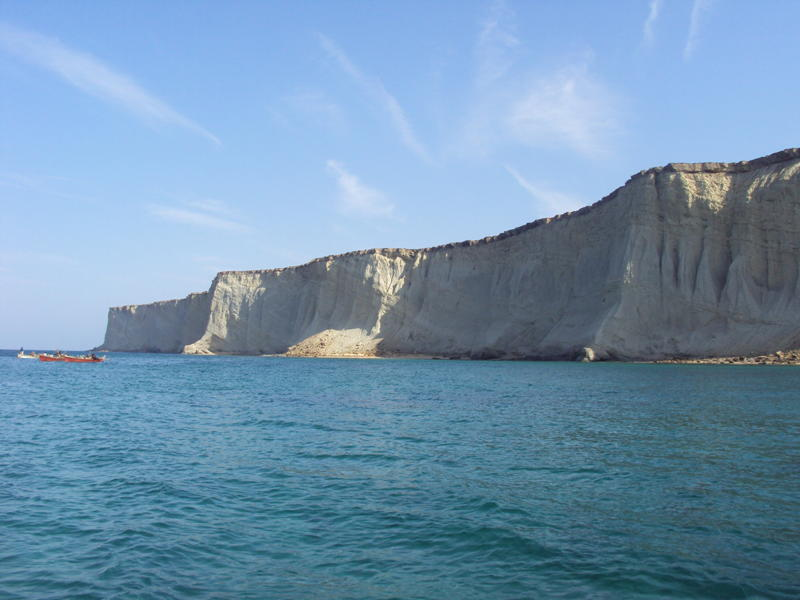
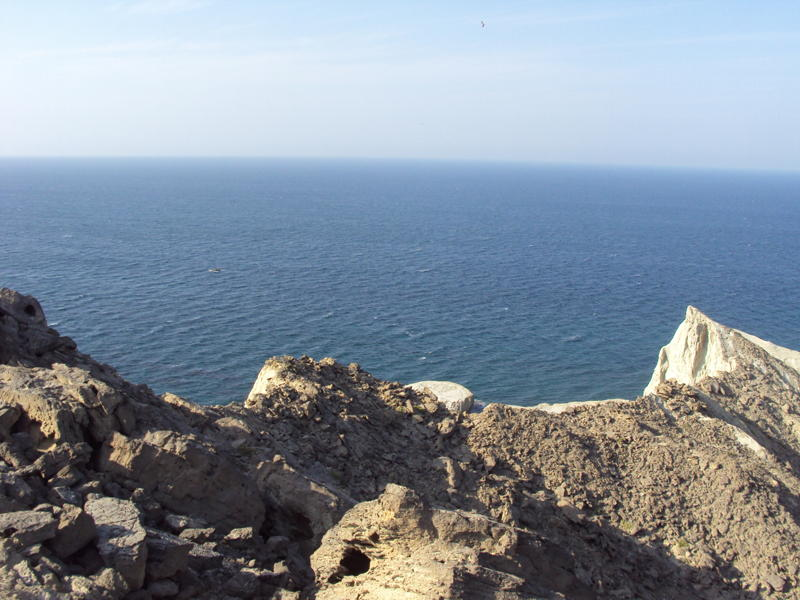